# Sankt Hans Kirke (Hjørring)
 For alternative betydninger, se Sankt Hans Kirke. (Se også artikler, som begynder med Sankt Hans Kirke)
Sankt Hans Kirke er en kirke i Hjørring, som er indviet til Johannes Døberen.
Kirkens kor er udført i granitkvadre, mens skibet hovedsageligt er af røde munkesten. Våbenhuset er fra midten af 1800-tallet, dog stammer en indmuret kvadersten med ornamentik, der er placeret over døren, sikkert fra kirkens oprindelige syddør.
Der er flere steder i kirken fundet spor af kalkmalerier, men kun på skibets nordvæg er der bevaret et kalkmaleri. Det stammer fra ca. 1350 og blev afdækket i 1875. Motivet er sankt Christoffer, der bærer Jesusbarnet over floden.
Døbefonten er romansk og blev i 1907 skænket til kirken. Altertavle og prædikestol er fra henholdsvis 1612 og 1602 og er begge renæssancearbejder af snedkermester Niels Ibsen.
Ved skibets nordøsthjørne er der i korvæggen indmuret et relief fra 1967 af billedhugger Henrik Starcke. Det forestiller Jesus, der opvækker Jairi datter (Mark 5,21-43)

## Eksterne kilder og henvisninger
- Wikimedia Commons har flere filer relateret til Sankt Hans Kirke (Hjørring)
- Sankt Hans Kirke hos KortTilKirken.dk